# Dmytro Teryomenko
Dmytro Vasilievitch Teryomenko (en russe : Дмитрий Васильевич Теременко) est un joueur international ukrainien de volley-ball, né le 1er février 1987, qui évolue au poste de central.

## Carrière
Lors de sa saison 2022-2023 avec le Tours Volley-Ball, il remporte le doublé Coupe-Championnat.
Après deux saisons pour son second passage au TVB, il fait le choix de retourner jouer dans son pays.

## Clubs
| Club               | De        | À         |
| ------------------ | --------- | --------- |
| Lokomotiv Kharkiv  | 2006-2007 | 2015-2016 |
| Belogorie Belgorod | 2016-2017 | 2016-2017 |
| Czarni Radom       | 2017-2018 | 2017-2018 |
| Tours VB           | 2018-2019 | 2019-2020 |
| AZS Olsztyn        | 2020-2021 | 2020-2021 |
| Tours VB           | 2021-2022 | 2022-2023 |

## Palmarès[2]
-  Coupe de la CEV
  -  2022
  -  2013

-  Championnat de France Ligue A (2)
  -  2019, 2023
  -  2022

-  Coupe de France (2)
  -  2019, 2023
  -  2020, 2022

-  Championnat d'Ukraine (9)
  -  2007, 2009, 2010, 2011, 2012, 2013, 2014, 2015, 2016
  -  2008

-  Coupe d'Ukraine (10)
  -  2007, 2008, 2009, 2010, 2011, 2012, 2013, 2014, 2015, 2016

- Russian Cup
  -  2017

## Distinctions individuelles
- Meilleur Central du Championnat de France Ligue A pour la saison 2018/19
- Meilleur Serveur du Championnat de France Ligue A pour la saison 2018/19
- Meilleur Central du Championnat de France Ligue A pour la saison 2019/20
- MVP du Championnat d'Ukraine pour la saison 2015/16
- Meilleur Central du Championnat d'Ukraine pour la saison 2015/16